# Giba (Italie)
Giba est une commune italienne d'environ 2 100 habitants située dans la province du Sud-Sardaigne, dans la région Sardaigne.

## Administration
| Période                                  | Période | Identité | Étiquette | Qualité |
| ---------------------------------------- | ------- | -------- | --------- | ------- |
|                                          |         |          |           |         |
| Les données manquantes sont à compléter. |         |          |           |         |

### Hameaux
Villarios

### Communes limitrophes
Masainas, Piscinas, San Giovanni Suergiu, Tratalias

### Évolution démographique
Habitants recensés